# Дьедью, Ортанс
Орта́нс Дьедью́ (фр. Hortense Diédhiou; род. 19 августа 1983, Зигиншор) — сенегальская дзюдоистка, участница Олимпийских игр 2004, 2008 и 2012 годов.
На Церемонии открытия летних Олимпийских игр 2012 была знаменосцем команды Сенегала.

## Карьера
На Олимпиаде 2004 года участвовала в весовой категории до 52 кг. На стадии 1/8 уступила японке Юки Ёкосаве.
На Олимпиаде 2008 года, проходившей в Пекине, участвовала в весовой категории до 52 кг. Однако на втором этапе уступила дзюдоистке из Алжира Сорае Хаддад.
На Олимпиаде в Лондоне участвовала в категории до 57 кг. На втором этапе уступила дзюдоистке из Австрии Сабрине Фильцмозер.